# كانالوا

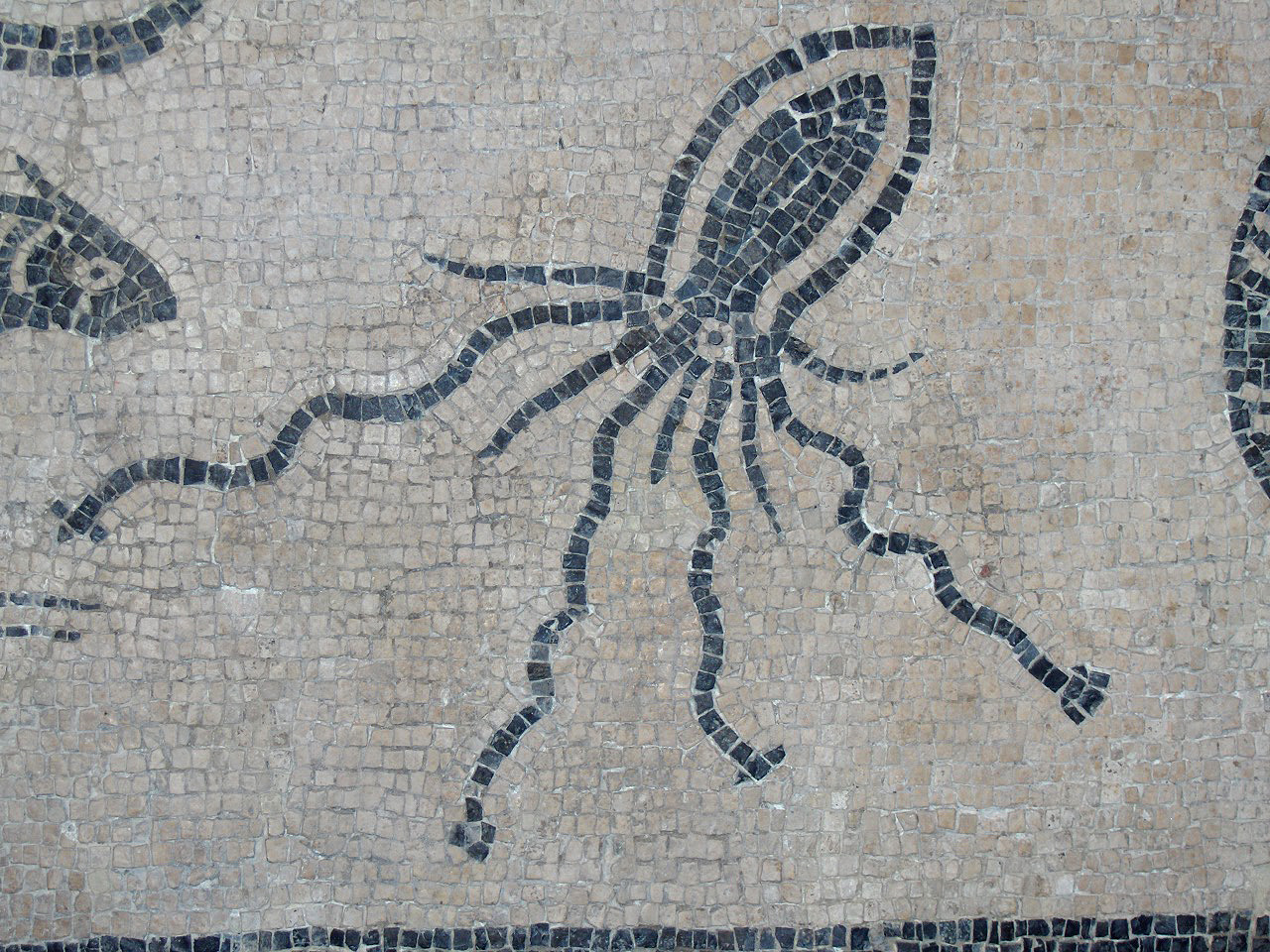
تم إضافة صورة للمقال

کانالوا (بالإنجليزية: Kanaloa)‏ هو الرب الخالق في هاواي، والمعادل لتانغاروا Tangaroa في الأساطير الماورية. إنه أيضا رب العالم السفلي الذي استطاع أن يعلم السحر. يبدو على شكل أخطبوط.